# Mohammed Redouan Jabri
Mohammed Redouan Jabri (1975) is een Nederlands publicist van Marokkaanse afkomst.
Hij schreef drie boeken, De Zeven Vloeken, Hubals Ondergang en Wat Nederland Van Mij Kan Leren.

## Elqalem
Jabri werd bekend als columnist van de website www.elqalem.nl, een website die zichzelf afficheerde als het 'eerste islamitische internetmagazine voor jongeren'. In feite was Elqalem een controversiële website met sterk antiwesterse sentimenten. Door de opvallend provocerende teksten op Elqalem werd Mohammed Jabri voor de media het gezicht van de jonge generatie moslims in Nederland. Alle grote dagbladen interviewden hem en hij werd uitgenodigd in praatprogramma's waar hij werd gepresenteerd als de 'Marokkaanse Theo van Gogh'. In november 2004 publiceerde Elqalem een anti-homopamflet, een satirische column over 'Amsterdamse relnichten op skeelers'. Het pamflet was vooraf aangekondigd als een serieus stuk, maar na publicatie bleek het om een publiciteitsstunt te gaan. Het pamflet leverde vooraf veel klachten op bij het Meldpunt Discriminatie Internet (MDI).
In april 2005 raakte Elqalem in conflict met zowel het Meldpunt Discriminatie Internet (MDI) als met het Centrum Informatie en Documentatie Israel over op Elqalem gepubliceerde teksten waarin beweerd werd dat Joden een complot smeden om de wereld te overheersen. Het ging hierbij (naar later bleek) wederom om een satirisch stuk, in dezelfde context als het voornoemd anti-homopamflet. Na de klachten van het MDI en het CIDI paste de redactie de tekst aan, Elqalem nam ook een internationaal internetadres om juridische problemen in te toekomst te omzeilen. In maart 2007 hield Elqalem op te bestaan, de schrijvers van de website meenden dat hun website op dat moment niets meer toevoegde.

## Islamitische partij
Jabri was in 2004 woordvoerder van een groep mensen die van plan waren om een islamitische partij op te richten in Nederland, deze plannen zijn anno 2008 nog niet uitgevoerd. Deze groep wilde een politieke partij voor moslims oprichten omdat zij van mening waren dat moslims in het huidige Nederlandse politieke bestel niet goed vertegenwoordigd worden. De partij zou de Moslim Democratische Partij (MDP) gaan heten en was een samenwerking met o.a. de AEL. De MDP zou in eerste instantie op moslims gericht zijn, maar wilde ook niet-moslims aanspreken. Jabri is een voorstander van vrijheid van godsdienst, maar is tegen een scherpe scheiding van kerk en staat zoals die in West-Europa voorkomt. Volgens Jabri zou de Grondwet ruimte moeten bieden voor een politieke interpretatie van de Koran en de Soenna. Jabri is een tegenstander van assimilatie en zeer kritisch op het integratiemodel, hij propageert acceptatie. Naar zijn mening zouden allochtonen en autochtonen elkaar moeten accepteren zonder eisen aan elkaar te stellen. Volgens Jabri zijn Nederlanders onvoldoende bekend met hun geschiedenis en houdt het Nederlanderschap te vaak op bij het hebben van een Nederlands paspoort. Nieuwkomers in de Nederlandse samenleving hebben het moeilijk, aldus Jabri, omdat niet duidelijk is waar zij zich aan moeten houden en welke normen en waarden in de samenleving gelden. Jabri vindt Nederland een landje met een zeer achterbakse en xenofobische bevolking waar allochtonen niet weten waar ze aan toe zijn.

## Stichting Mirsab
In 2008 richtte Jabri (in samenwerking met Ali Eddaoudi, prof. Sjoerd van Koningsveld, voormalig Kamerlid Mohammed Rabbae en andere toenmalige prominenten in het maatschappelijk debat) de stichting Mirsab op, een organisatie die de juridische belangen van Nederlandse moslims wilde behartigen tegen - in de woorden van Jabri - populisten als Geert Wilders. Mirsab stimuleerde moslims de juridische weg te zoeken bij discriminatie tegen moslims en hierbij gebruik te maken van democratische instituties. Mirsab had langere tijd ook een eigen website genaamd 'Mirsab, voor Moslims door Moslims', waarop zowel extremistische moslims als Mohammed Enait als gematigde moslims (w.o. Ali Eddaoudi) maar ook niet-moslims (zoals prof. Sjoerd van Koningsveld) columnisten waren. Stichting Mirsab is in 2010 opgegaan in het Euro-Mediterraan Centrum Migratie & Ontwikkeling (Emcemo).

## Oproep in Spits
Op 19 november 2008 plaatste Spits een ingezonden brief van o.a. Mohammed Jabri en Prem Radhakishun. In deze brief roepen ze jongeren van Marokkaanse afkomst op zich aan de wet te houden en vragen ze de Nederlandse samenleving en vooral het Marokkaanse deel van die samenleving in te grijpen en een einde te maken aan het onaangepaste, bedreigende en intimiderende gedrag van een deel van de Marokkaanse jongeren. Het gedrag van deze onaangepaste groep jongeren zou namelijk een negatieve uitstraling hebben op de hele Marokkaanse gemeenschap.. Jabri was initiatiefnemer van deze brief. In de uitzending van DWDD van 19 november 2008 zei Jabri ervan uit te gaan dat Marokkaanse relschoppers zich van zijn oproep wel wat aan zullen trekken omdat hij en de andere ondertekenaars van de brief aanzien hebben in de Marokkaanse gemeenschap.